# بات بوث
بات بوث (بالإنجليزية: Pat Booth)‏ (24 أبريل 1943 - 11 مايو 2009)؛ عارضة، مصورة، كاتِبة وروائية بريطانية.